# Evangelische Kirche (Hülsa)

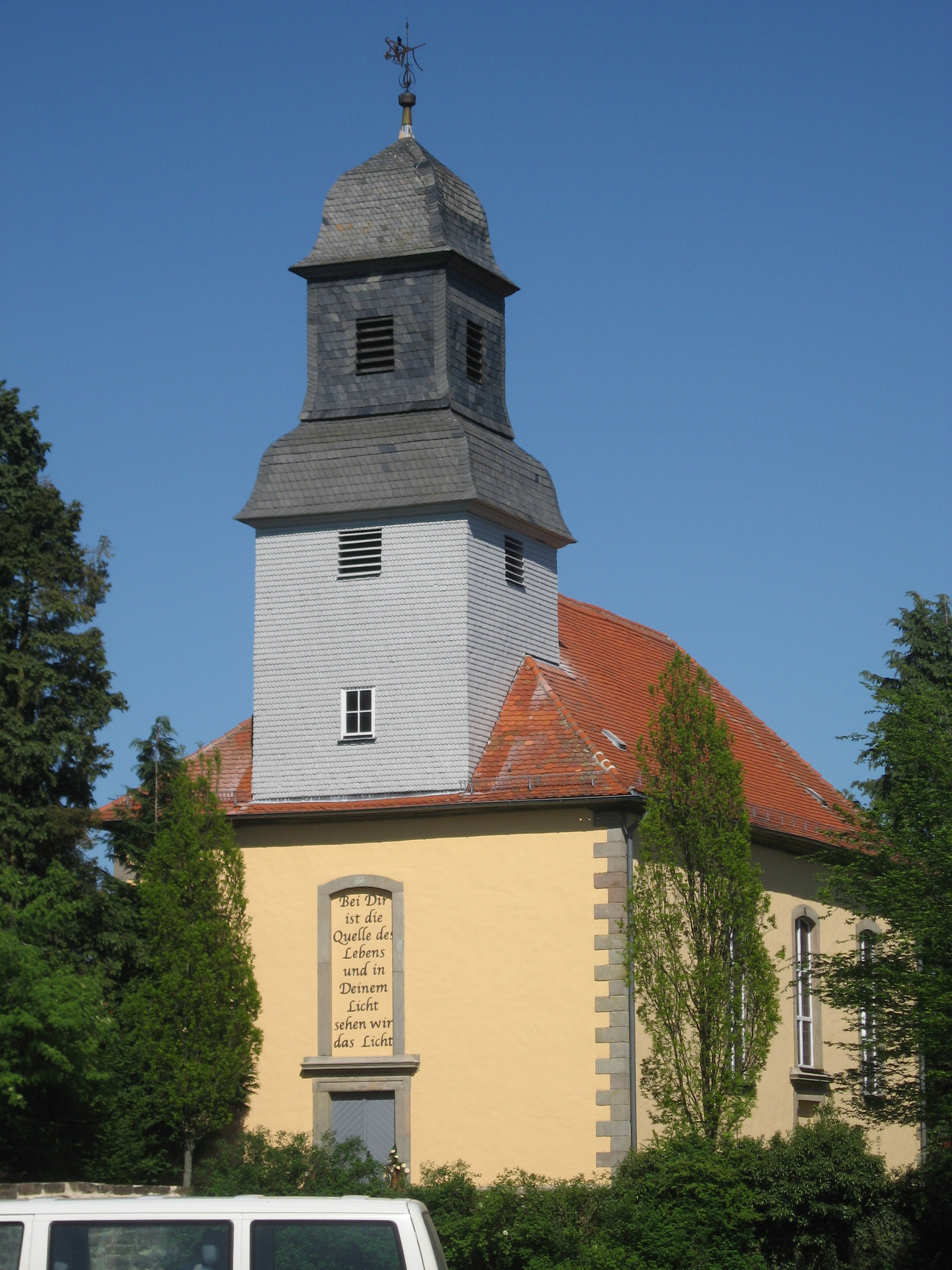
Evangelische Kirche in Hülsa

Die evangelische Kirche Hülsa ist ein denkmalgeschütztes Kirchengebäude in Hülsa, einem Ortsteil der Stadt Homberg im Schwalm-Eder-Kreis in Hessen. Die Kirchengemeinde gehört zum Kirchenkreis Schwalm-Eder im Sprengel Marburg der Evangelischen Kirche von Kurhessen-Waldeck.

## Beschreibung
Die Saalkirche wurde 1728 gebaut. Das Kirchenschiff hat einen dreiseitigen Abschluss. Aus dem Walmdach erhebt sich im Westen ein Dachturm, der den Glockenstuhl beherbergt. Er ist mit einer schiefergedeckten Haube bedeckt.
Die Orgel mit 16 Registern, zwei Manualen und einem Pedal wurde 1974 von Hey Orgelbau gebaut.